# Deltochilum quasistriatum
Deltochilum quasistriatum es una especie de escarabajo del género Deltochilum, tribu Deltochilini, familia Scarabaeidae. Fue descrita científicamente por González-Alvaredo y Vaz-de-Mello en 2021.

## Descripción
Mide 8,1 milímetros de longitud. Es de color verde oscuro, élitros pardo oscuro con algunos reflejos rojos.

## Distribución
Se distribuye por Guyana.